# رود کاندا

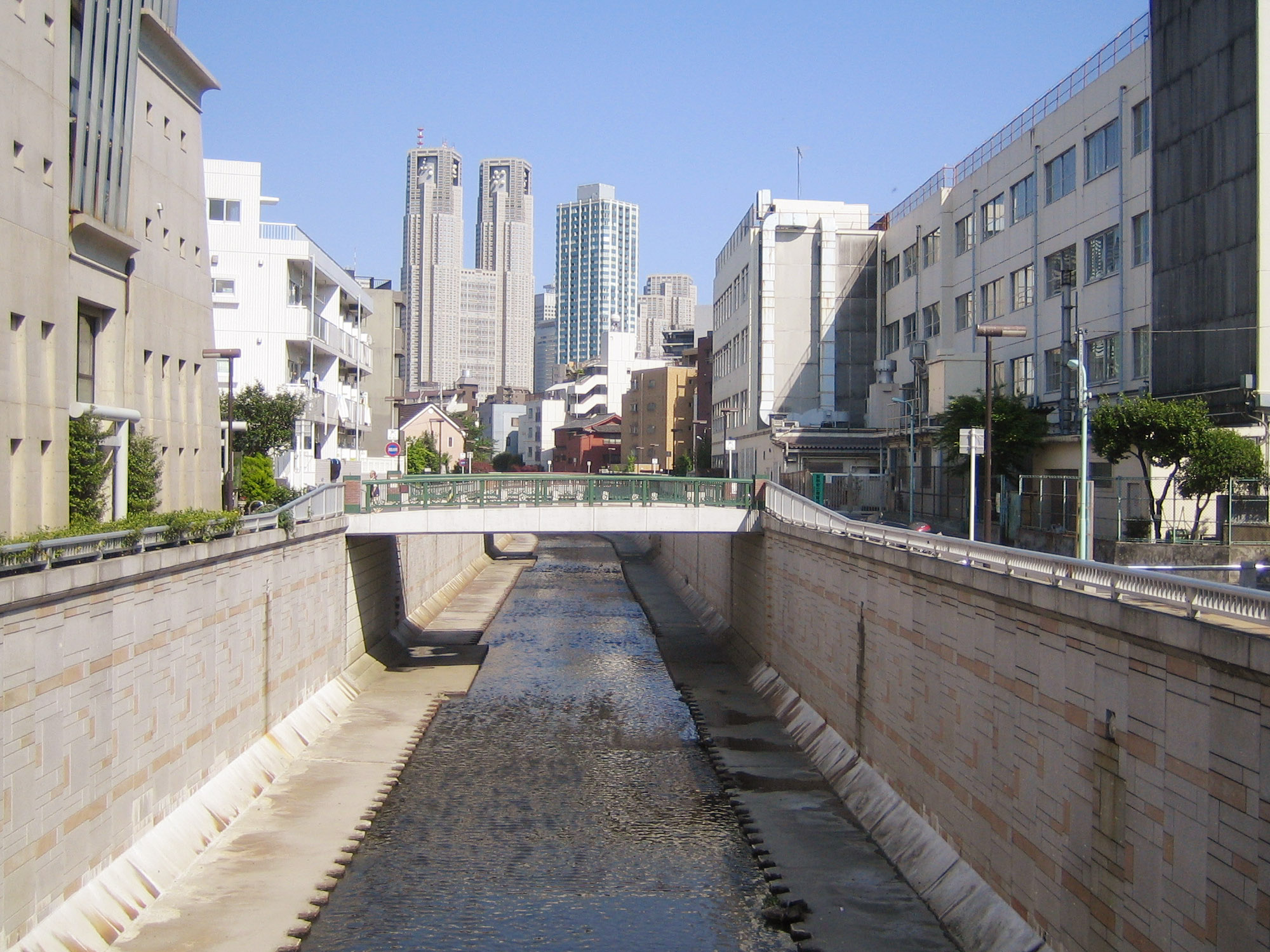
رودخانه کاندا در ناکانو-کو، توکیو. ساختمان دولتی شهرداری توکیو در پس‌زمینه است.

رود کاندا (به ژاپنی: 神田川, Kandagawa)، رودی است به طول ۲۴٫۶ کیلومتر که از پارک اینوکاشیرا در میتاکا، توکیو تا رود سومیدا در زیر پل ریوگوکو در مرز تایتو-کو، توکیو، چوئو-کو، توکیو و سومیدا-کو، توکیو امتداد دارد. کل طول آن در توکیو، ژاپن قرار دارد. مساحت ۱۰۵٫۰ کیلومتر مربع را زهکشی می‌کند. دولت ژاپن آن را به عنوان رودخانه کلاس I طبقه‌بندی می‌کند.